# Богородиця (гімн)

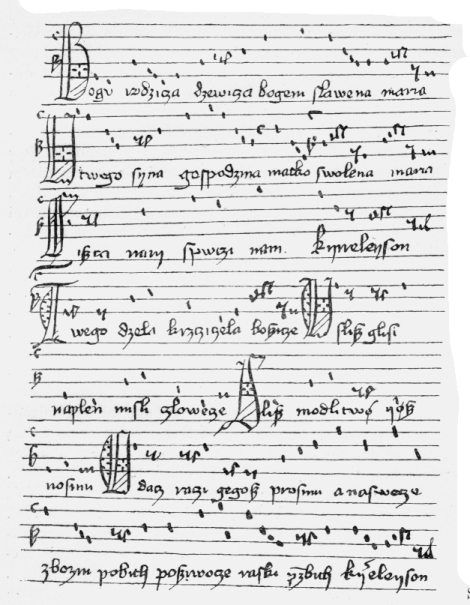
Богородиця, рукопис 1407 р.

Богородиця (пол. Bogurodzica) — написаний орієнтовно у XIII—XIV ст. та найдавніший релігійний гімн Великого князівства Литовського, Руського, Жематійського та Королівства польського, походження якого достеменно невідоме.
Вважається піснею-оберегом литовсько-руського (давньоукраїнського) та польських військ. Її співали у битві під Грюнвальдом 1410 року. Був славнем (гімном) українського лицарства.
Виконання «Богородиці» стало складовою церемонії коронації перших королів Польщі династії Ягеллонів. Наразі поширений серед білоруських націоналістів.

## Походження

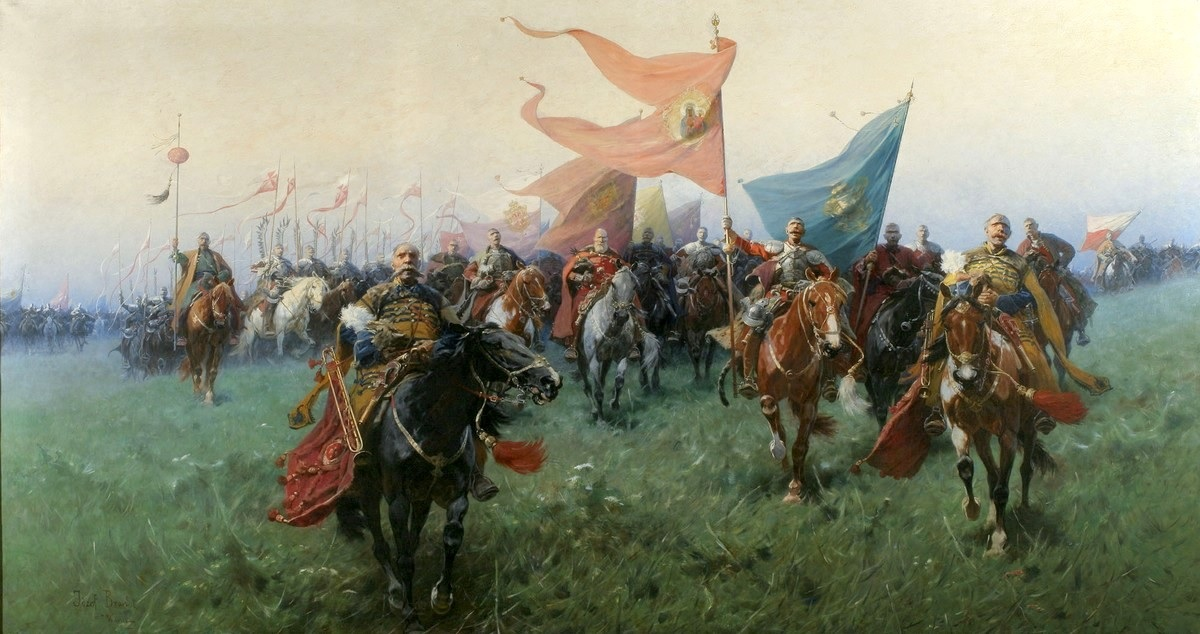
Картина Юзефа Брандта «Богородиця» (1909) — Польсько-литовське військо разом співає «Богородицю» перед битвою

«Богородиця» в початковому варіанті займає дві строфи. Перша звертається до Богородиці, а інша — до Христа. Пісня покладена на відому на Заході мелодію любовної лицарської пісні. Цю мелодію записали бенедиктинці (які до того винайшли ноти), а з їх монастиря у Санкт-Галлені вона потрапила до Польщі. Богородиця є контрафактурою. Її мелодія має форму хорового співу, виконуваного a cappella. Богородиця з'явилася як троп, тобто пісня, що виконується групою людей під час меси, як своєрідний коментар до латинського тексту літургії. Пісня прикрашена мелізмами, тому, радше за все, її виконували не всі віряни, а спеціально навчений хор (schola cantorum).
Лише пізніше Богородиця стала піснею лицарства і навіть неофіційними державним гімном Польщі.
Деякі польські дослідники вказують на те, що «Богородиця» була написана кирилицею:

| «Bogurodzica pisana jest cyrylicą w przedziwnej mieszaninę językowej polsko-białoruskiej...»[4] |

## Мовні архаїзми
Текст «Богородиці» містить в собі численні архаїзми. Деякі з них були такими вже в XV столітті. Дослідження польського тексту підтверджує, що він був перекладом з західноруської мови, в якій слова тексту вживались в час його написання, а в польській ні.
Деякі лексичні архаїзми:
- Bogurodzica — як вважає Т. Лер-Сплавінскій, це дуже давнє церковно-слов'янське запозичення в польській мові, що прийшло до Польщі за чеським посередництвом з першими місіонерами.[5]. У сучасній польській використовуються звороти Matka Boża або Matka Boska;
- dziela — сучасн. пол. dla;
- bożyc — сучасн. пол. syn Boga;
- Gospodzin — сучасн. пол. Pan.

Для морфології характерно збереження закінчення -i в наказовому способі у частини дієслів (з кінцевим наголосом):
- raczy — сучасн. пол. racz;
- ziści — сучасн. пол. pozyskaj;
- spuści — сучасн. пол. ześlij.

Цікавою синтаксичною особливістю тексту є використання орудного діяльного відмінка — конструкції, звичайної для східнослов'янських мов, але не для сучасної польської:
- Bogiem sławiena — сучасн. пол. sławiona przez Boga.

Порівняльний приклад староукраїнського (Статут ВКЛ 1529) і польського (статут Ласького, 1506) варіантів гімну:
| Богародицо, Девице, Богославена Мария, У твекго Сына-Кгосподина, Матко зволена Мария Зычи ж нам, спусти ж нам, кириялейзон. | Bogarodzica dziewica, Bogiem sławiona Maryja, U twego syna Gospodzina matko zwolona, Maryja! Zyszczy nam, spuści nam. Kyrieleison. |  |